# Winchester Modelo 1887
La Winchester Modelo 1887 y la Winchester Modelo 1901 eran escopetas de palanca diseñadas por el famoso armero estadounidense John Moses Browning y producidas por la Winchester Repeating Arms Company a finales del siglo XIX e inicios del siglo XX. 

## Historia
La Modelo 1887 fue una de las primeras escopetas de repetición exitosas. Su diseño con acción de palanca fue elegido por la Winchester Repeating Arms Company, reconocida entonces por fabricar armas de palanca como el fusil Winchester Modelo 1873. El diseñador John Moses Browning sugirió que la acción de bombeo sería mucho más apropiada para una escopeta de repetición, pero la Winchester fabricaba armas de palanca y creyó que su nueva escopeta también debía ser de palanca para ser fácilmente identificable con su marca. Sin embargo, más tarde introdujeron al mercado una escopeta de corredera diseñada por Browning con la denominación Winchester Modelo 1893 (una primigenia versión de la Modelo 1897) después de la introducción de la pólvora sin humo.
Los cartuchos de escopeta de aquel entonces iban cargados con pólvora negra, por lo cual la escopeta Modelo 1887 fue diseñada y calibrada para cartuchos menos potentes de pólvora negra. Esta escopeta estaba disponible en calibre 10 y calibre 12; las variantes del 12 empleaban un cartucho de 2 5/8 pulgadas, mientras que las variantes del 10 disparaban un cartucho de 2 7/8 pulgadas.
La longitud estándar de su cañón era de 762 mm (30 pulgadas), estando disponible un cañón de 813 mm (32 pulgadas) bajo pedido. En 1888 se podía encargar una versión con cañón de 508 mm (20 pulgadas), y la Winchester ofrecía estas escopetas con cañones damasquinados.

### Modelo 1901
Para 1900, rápidamente se observó que el mecanismo de la Modelo 1887 no era lo suficientemente resistente para emplear los primeros cartuchos con pólvora sin humo, así que su rediseño dio origen a la Winchester Modelo 1901 calibre 10, para poder resistir la aparición de la más potente pólvora sin humo. No se fabricaron en calibre 12, ya que Winchester no quería que la Modelo 1901 compitiera con la exitosa escopeta de corredera Modelo 1897. Otras características de la Modelo 1901 eran:
- La escopeta era vendida solo con un cañón de 813 mm (32 pulgadas).
- Una palanca de dos piezas, con un seguro del gatillo para evitar disparos accidentales.[3]
- El marcaje del logo de la Winchester fue mudado al soporte superior, detrás del martillo.[3]
- El tipo de choke usado fue estampado en el lado izquierdo del cañón, cerca al cajón de mecanismos.[3]

A pesar de ser un arma bien diseñada, el mercado para escopetas de palanca se redujo considerablemente tras la introducción de la Modelo 1897 y otras escopetas de corredera contemporáneas. La producción total de la Modelo 1887 fue de 64 855 unidades entre 1887 y 1901. Entre 1901 y 1920, se produjeron unas 13 500 escopetas Modelo 1901 adicionales hasta el cese de la producción en 1920.

## Réplicas modernas
Con el pasar de los años, diversas empresas fabricantes de armas trataron de producir escopetas Modelo 1887 y Modelo 1901 capaces de emplear modernos cartuchos con pólvora sin humo - principalmente para los recreadores históricos - pero con poco éxito comercial. Sin embargo, en fechas recientes tres empresas fabricantes de armas ha producido con éxito modelos viables para el mercado civil de armas de fuego:
- La empresa australiana ADI Limited produjo un pequeño lote para prueba de modernas escopetas Modelo 1887/1901, calibradas para los modernos cartuchos del 12 con pólvora sin humo. La producción en serie de esta arma por ADI fue prevista para el 2007, tras varios años de retrasos debido a problemas de distribución, que no han sido resueltos del todo.
- La empresa china Norinco produce actualmente la escopeta Modelo 1887 calibrada para el moderno cartucho del 12 con pólvora sin humo, una versión de esta (con cañón de 20 pulgadas) siendo fabricada para la empresa estadounidense de armas Interstate Arms Corporation (IAC) y exportada para su venta a Estados Unidos, Canadá y Australia. Como la única escopeta de repetición legal (junto a las escopetas de cerrojo Mossberg) para usuarios civiles en Australia, ha demostrado ser muy popular tanto entre cazadores como entre tiradores. Mientras que las ventas en Estados Unidos y Canadá se concentraron principalmente en los recreadores históricos, debido a la pronta disponibilidad de escopetas semiautomáticas y de corredera en la mayor parte de estos países.[5]
- La empresa italiana Armi Chiappa fabrica modernas réplicas de la escopeta Modelo 1887. Estas aparecieron en los mercados de armas de fuego australiano y europeo a finales del 2008. Las réplicas de Chiappa son vendidas con cañones de 711 mm (28 pulgadas) hasta 470 mm (18,5 pulgadas). También ofrecen un modelo con cañón de ánima estriada y dos modelos sin culata.[5]

## La Winchester Modelo 1887 en ficción
- La Modelo 1887 fue empleada por el Terminator T-800 en la película Terminator 2, interpretado por Arnold Schwarzenegger. Una de las escopetas empleadas en la película fue modificada cortándole la culata y agregándole un aro agrandado en la palanca, permitiéndole al personaje disparar y recargar con un solo movimiento hacia atrás de la mano.
- La misma también aparece en la película Ghost Rider: El Vengador Fantasma casi al final del filme en la confrontación final.[5]
- A 122 años de su creación, la Winchester Modelo 1887 apareció en los videojuegos Call of Duty: Modern Warfare 2, Call of Duty: Modern Warfare 3, Free Fire, GUN, Battlefield Hardline, Warface, y en múltiples entregas de la saga Far Cry.